# 维耶利
维耶利（法語：Viesly，法語發音：[vjeli]）是法国上法蘭西大區北部省的一个市镇，属于康布雷区。

## 地理
维耶利（50°9'11"N, 3°27'50"E）面积10.67 平方千米，位于法国上法蘭西大區北部省，该省份为法国最北部的省份及最长的省份，西北濒北海，西接加来海峡省，南至埃纳省和索姆省，东与比利时接壤。
与维耶利接壤的市镇（或旧市镇、城区）包括：圣瓦斯特昂康布雷西、博蒙昂康布雷西、贝唐库尔、布里亚斯特尔、安希、基耶维、圣伊莱尔莱康布雷、圣皮东、索莱姆。
维耶利的时区为UTC+01:00、UTC+02:00（夏令时）。

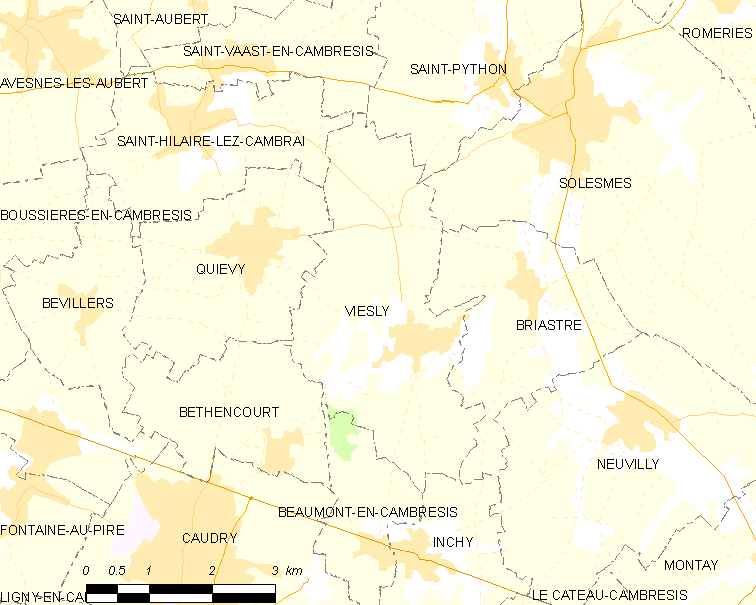
维耶利的OSM定位图

## 行政
维耶利的邮政编码为59271，INSEE市镇编码为59614。

## 政治
维耶利所属的省级选区为科德里县。

## 人口

1962-2008年间维耶利人口变化图示

维耶利于2022年1月1日时的人口数量为1364人。